# Sagittaria
Sagittaria és un gènere de plantes aquàtiques amb unes 30 espècies Algunes de les seves arrels tuberoses serveixen d'aliment als ànecs (duck potato) La majoria de les espècies són natives d'Amèrica del Sud, central i Amèrica del Nord, però algunes ho són d'Europa i Àsia. El nom del gènere prové de la paraula llatina sagita (català sageta) i es refereix a la forma de la fulla les quals, segons les espècies, poden ser aèries, flotants o submergides.

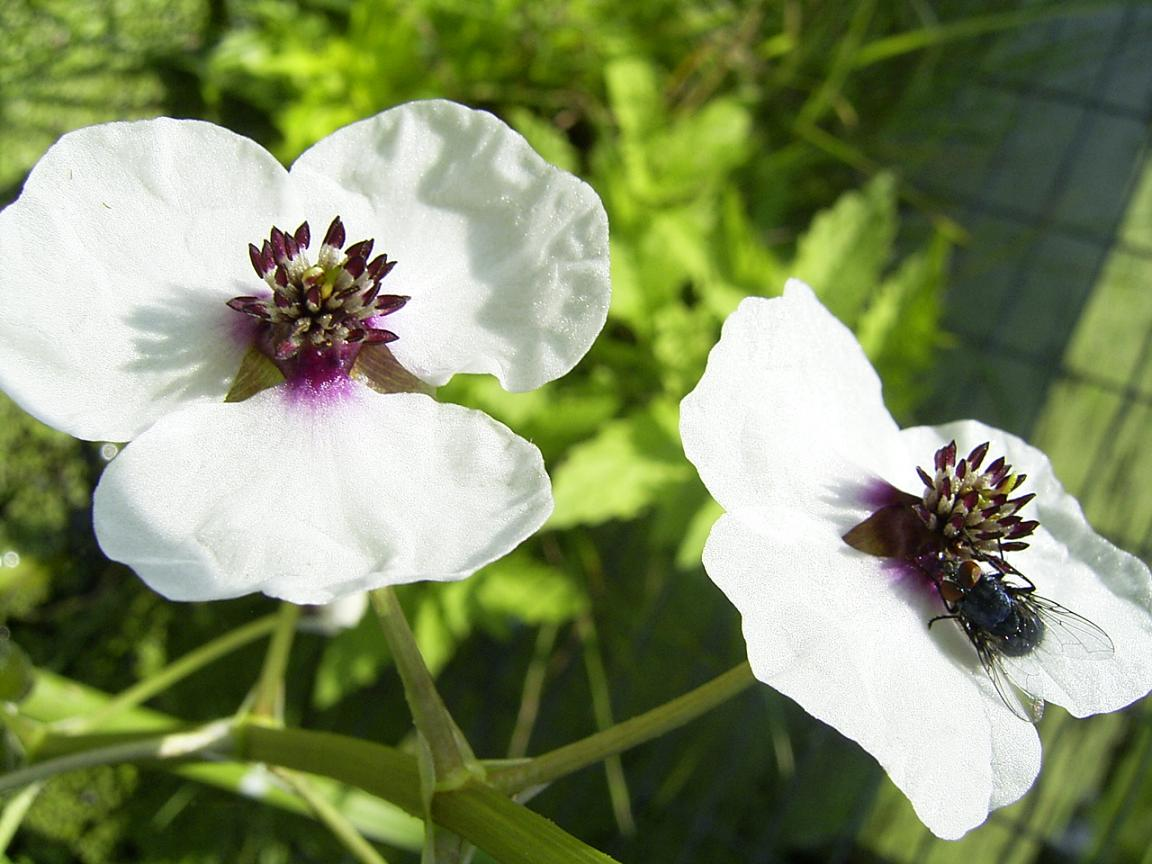
Sagittaria sagittifolia, flors

Les flors poden ser unisexuals o polígames. Els fruits són aquenis.

## Hàbitat
Les espècies de Sagittaria es troben en canals, basses i rius de corrent feble, però mai són abundants.

## usos
- Planta ornamental que creixen en aquaris o en basses de jardins algunes com S. platyphylla i S. subulata s'han naturalitzat a parts d'Europa.
- Aliment: Diverses espècies són comestibles pel seu midó i es recullen silvestres o es cultiven (a Amèrica del Nord i Àsia oriental).

## Algunes espècies
| - Sagittaria aginashi Makino - Sagittaria australis (J.G.Sm.) Small – Appalachian Arrowhead - Sagittaria brevirostra Mack. & Bush – Shortbeak Arrowhead - Sagittaria cuneata E.P.Sheld. – Wapato, Arrowhead, Swamp Potato - Sagittaria demersa J.G.Sm. - Sagittaria engelmanniana J.G.Sm.Engelmann's arrowhead - Sagittaria fasciculata E.O.Beal – Bunched Arrowhead - Sagittaria filiformis J.G.Sm. – Threadleaf Arrowhead - Sagittaria graminea Michx. – Grassy Arrowhead - Sagittaria guayanensis Kunth – Guyanese Arrowhead - Sagittaria isoetiformis J.G.Sm. – Quillwort Arrowhead - Sagittaria kurziana Glück – Springtape or Strap-leaf Sagittaria - Sagittaria lancifolia L. – Bulltongue Arrowhead - Sagittaria latifolia Willd. – Duck-potato, Broad Leaf Arrowhead | - Sagittaria longiloba Engelm. ex J.G. Sm. – Longbarb Arrowhead - Sagittaria macrophylla Zucc. - Sagittaria montevidensis Cham. i Schltdl. – California Arrowhead - Sagittaria papillosa Buchenau – Nipplebract Arrowhead - Sagittaria platyphylla – Delta Arrowhead, Delta Duck-potato - Sagittaria pygmaea Miq. - Sagittaria rigida Pursh. – Canadian Arrowhead - Sagittaria sagittifolia L. – Arrowhead - Sagittaria sanfordii Greene – Valley Arrowhead - Sagittaria secundifolia Kral – Little River Arrowhead - Sagittaria subulata L. Buchenau – Narrow-leaved Arrowhead - Sagittaria teres S.Watson – Slender Arrowhead - Sagittaria trifolia L. – Threeleaf Arrowhead |

### Anteriorment ubicades a aquí
- Echinodorus palaefolius (Nees & Mart.) J.F.Macbr. (as S. palaefolia Nees & Mart.)
- Limnophyton obtusifolium (L.) Miq. (as S. obtusifolia L.)
- Wiesneria triandra (Dalzell) Micheli (as S. triandra Dalzell)[5]